# Bartosz Kurek
Pour les articles homonymes, voir Kurek.
Bartosz Kamil Kurek, né le 29 août 1988 à Wałbrzych, dans la voïvodie de Basse-Silésie, est un joueur polonais de volley-ball. Il mesure 2,05 m et joue au poste d'attaquant. Il totalise 188 sélections en équipe de Pologne.

## Biographie
Il est le fils d'Adam Kurek, ancien réceptionneur-attaquant international polonais à 84 reprises. Il est récipiendaire de la croix de chevalier de l'Ordre Polonia Restituta depuis le 14 septembre 2009.

## Clubs
| Club                   | De        | À         |
| ---------------------- | --------- | --------- |
| ZAKSA Kędzierzyn-Koźle | 2005-2006 | 2007-2008 |
| Skra Bełchatów         | 2008-2009 | 2011-2012 |
| Dinamo Moscou          | 2012-2013 | 2012-2013 |
| Lube Macerata          | 2013-2014 | 2014-2015 |
| Resovia Rzeszów        | 2015-2016 | ...       |

## Palmarès

### Club et équipe nationale
- Coupe du monde
  - Finaliste : 2011
- Championnat d'Europe (1)
  - Vainqueur : 2009
  - Vainqueur : 2023
- Championnat d'Europe des moins de 19 ans (1)
  - Vainqueur : 2005
- Championnat du monde des clubs
  - Finaliste : 2009, 2010
- Ligue des champions
  - Finaliste : 2012
- Championnat d'Italie (1)
  - Vainqueur : 2014
- Championnat de Pologne (3)
  - Vainqueur : 2009, 2010, 2011
  - Finaliste : 2012
- Coupe de Pologne (3)
  - Vainqueur : 2009, 2011, 2012

### Distinctions individuelles
- Meilleur attaquant du Championnat d'Europe des moins de 19 ans 2005
- Meilleur marqueur du Championnat du monde des clubs 2009
- Meilleur marqueur de la Ligue mondiale 2011
- Meilleur serveur du Championnat d'Europe 2011
- Meilleur joueur de la Ligue mondiale 2012